# Ókori római öltözködés

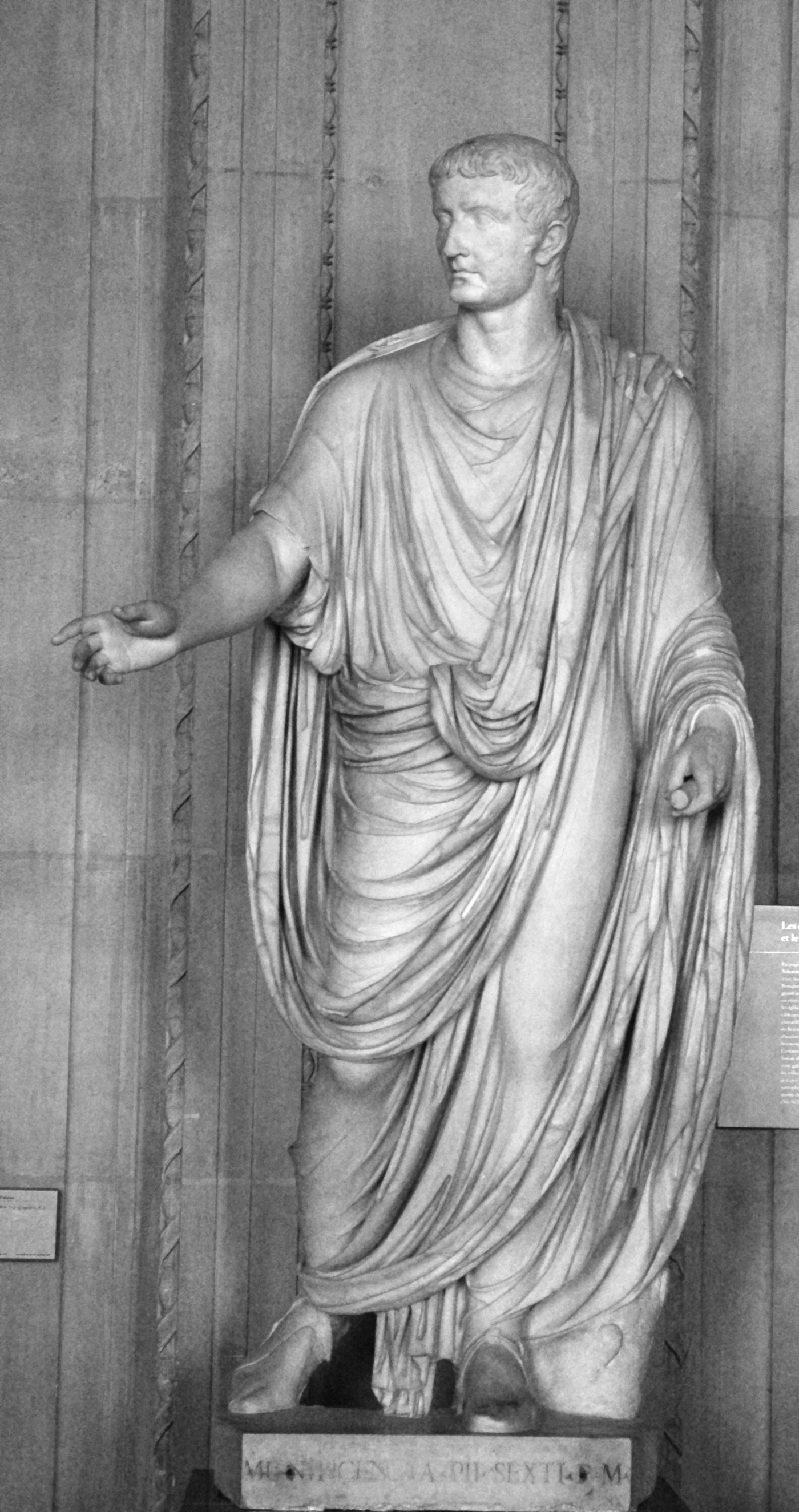
Tóga

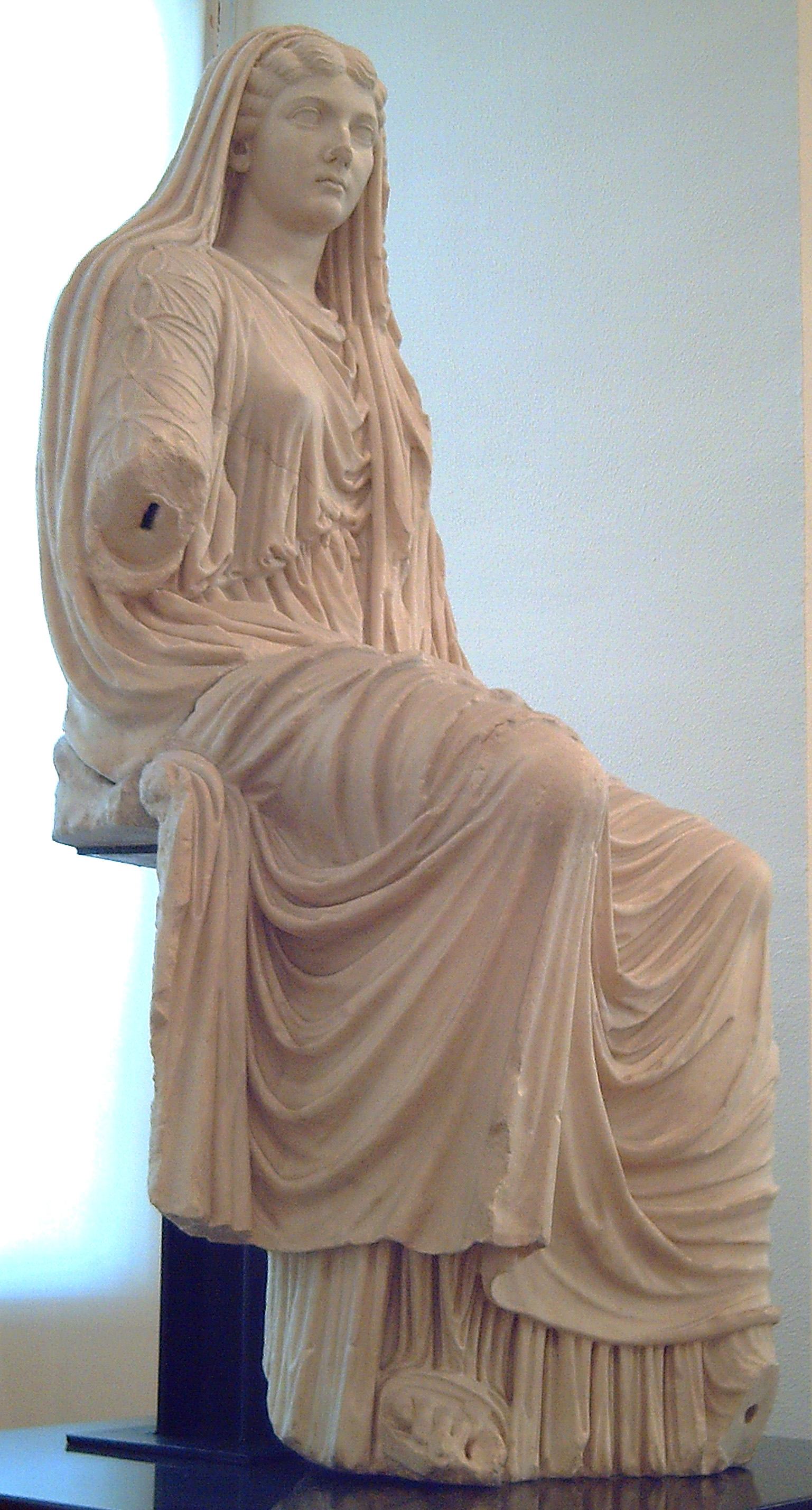
Stóla

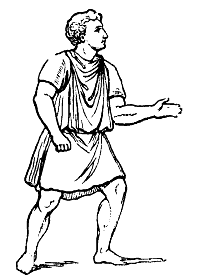
Tunika

Az ókori Rómában a ruha, lábbeli és az öltözet díszítése azonosította a nemhez és a társadalmi osztályhoz való tartozást. A tisztviselők, papok, katonák sajátos megkülönböztető és kiváltságos formájú öltözetet viseltek. 

### Tunika
Tunika volt az alapvető ruhadarab minden társadalmi osztály, mindkét nem és a legtöbb foglalkozás körében. Gyapjúból készült általában. Rövid ujjú vagy ujjatlan, térdig érő a fiúk és férfiak körében és hosszabb, a késő római korban hosszú ujjú a lányok és a nők körében. A római polgárok körében a harmadik századtól kezdve elfogadott öltözet, viselték a polgárok és a nem állampolgárok egyaránt. 

### Tóga
Hivatalos alkalmakkor, felnőtt férfi polgárok viselték. A vállra terítették és a test köré csavarták, jellegzetes ruhadarab az ókori Rómában. Általában szőtt fehér gyapjúból készült 3,6 és 7 méter hosszú. A történelmi hagyomány úgy tartja, hogy már az alapító Romulus is viselte, a kezdetekben mindkét nem viselte, majd a nők körében a stóla vált elfogadottá, így a tóga a római férfiak körében vált hivatalos viseletté.

### Stóla
Rendszerint gyapjúból készült hagyományos ókori római női ruha, mint a férfiaknál a tóga. Kezdetben a nők is tógát viseltek, az időszámításunk előtti második században úgy ítélték meg, hogy szégyenletes, ha egy nő tógát visel, és azt a házasságtöréssel vagy a prostitúcióval tették egyenlővé, ettől kezdve a tógát kizárólag férfiak viselték, a nők általános ruhadarabja pedig a stóla lett.

### Palla
A palla  egy elegáns köpeny volt, amelyet a test köré csavartak. A (tehetős) római nők házon kívül viselték.
Házas nők viselték, hagyományos kendő, gyapjúból készült, téglalap alakú. Hasonló volt a férfiak által viselt palliumhoz.

### Bőrök
A rómaiak tudták, hogyan lehet puha és kemény bőrt készíteni, illetve páncél létrehozásához a bőrt kinyerni. Eszközeik a középkorira emlékeztettek. Ismerték a cserzést.
A bőrből kétféle cipőt is készítettek: a szandál és csizma.

## Fordítás
- Ez a szócikk részben vagy egészben  a   Clothing in ancient Rome című angol Wikipédia-szócikk ezen változatának fordításán alapul.  Az eredeti cikk szerkesztőit annak laptörténete sorolja fel. Ez a jelzés csupán a megfogalmazás eredetét és a szerzői jogokat jelzi, nem szolgál a cikkben szereplő információk forrásmegjelöléseként.